# Salam Standard
Der Salam Standard ist eine internationale Hotelklassifizierung, die Auskunft über die „Muslimfreundlichkeit“von Hotels gibt.
Je nach erfüllten Kriterien kann ein Hotel den Bronze-, Silber-, Gold- oder Platin-Status erreichen. Der Salam Standard wird vom Malaysischen Ministerium für Tourismus und Kultur und dem Islamischen Tourismuszentrum anerkannt und unterstützt und wurde 2017 beim COMCEC Treffen der Organisation für Islamische Zusammenarbeit (OIC) präsentiert.
Im Jahr 2017 waren über 55 000 Hotels zertifiziert. Salam Standard wird von Tripfez Travel, einem Unternehmen mit Hauptsitz in Malaysia, betrieben.

## Zweck
Salam Standard soll die Qualitätsstandards und Transparenz von Hotels für muslimische Reisende erhöhen.

## Geschichte
Salam Standard wurde im Oktober 2015 von Faeez Fadhlillah und Jürgen Gallistl gegründet. Im April 2017 wurde die Klassifizierung von einem 3-stufigen System auf das aktuelle 4-stufige System erweitert.

## Klassifizierung

### Bronzekriterien
- 100 % aller Hotelzimmer sind mit einer Dusche/Toilette oder einer Badewanne/Toilette ausgestattet
- ein Gebetsteppich für Muslime ist im Zimmer verfügbar oder kann verlangt werden
- die Gebetsrichtung (Qibla) für Muslime wird im Zimmer angezeigt oder kann erfragt werden

### Silberkriterien
- eine Liste mit Restaurants in der Nähe des Hotels, welche Halalessen anbieten, ist im Zimmer verfügbar, oder kann verlangt werden
- die Minibar im Zimmer enthält keine alkoholischen Getränke (oder falls vorhanden werden diese auf Verlangen entfernt)

### Goldkriterien
- das Hotel bietet halalzertifiziertes Essen (Frühstück und/oder Zimmerservice) an

### Platinkriterien
- das gesamte Hotel ist frei von Alkohol